# Senecio flaccidus
Espèce
Senecio flaccidus est une espèce de plante à fleurs de la famille des Composées (Asteraceae).

## Description morphologique

### Appareil végétatif
Cette plante des touffes de 30 à 90 cm, mais pouvant dépasser 1 m. Les parties les plus âgées sont couvertes de poils laineux leur conférant une teinte grisâtre. Les feuilles mesurent entre 2,5 et 12,5 cm de longueur ; elles sont profondément découpées en lobes très étroits.

### Appareil reproducteur
La floraison a lieu entre avril et septembre.
L'inflorescence est une grappe de capitules jaunes. Chaque capitule mesure environ 3 cm de diamètre à maturité. Les fleurons ligulés mesurent 1,3 cm de long ; les fleurons tubulaires composent le centre relativement étroit et d'un jaune un peu plus sombre.
Les fruits sont des akènes surmontés d'un pappus constitué d'une petite touffe de soies fines et blanches.

## Répartition et habitat

Répartition actuelle de Senecio flaccidus.

Cette plante pousse dans le sud-ouest des États-Unis et au Mexique (voir carte de répartition), dans les plaines arides et les déserts caillouteux, mais aussi au sein de l'association végétale Pinus-Juniperus, généralement située plus en altitude.

## Rôle écologique
Senecio flaccidus est une des plantes sauvages les plus toxiques pour le bétail de l'Amérique du Nord, surtout les jeunes pousses. Étant normalement évitée par les herbivores, elle a tendance à envahir les zones surpâturées.

## Senecio flacciduset l'homme
Les Amérindiens du sud-ouest de l'Amérique du Nord utilisaient autrefois cette plante à des fins médicinales.